# Breuvage du diable
Pour les articles homonymes, voir Breuvage.
Breuvage du diable est le 5e épisode de la saison 4 de la série télévisée Buffy contre les vampires.

## Résumé
Alors que Buffy a toujours du mal à se remettre de sa rupture avec Parker, Alex a trouvé un nouveau travail, barman. Il est rabaissé par des étudiants qui se moquent de ses capacités et a la douloureuse surprise de voir Buffy se joindre à leur table et boire de la bière Black Frost avec eux toute la soirée. Oz éprouve de son côté une forte attirance pour Veruca, la chanteuse d'un groupe, au grand désarroi de Willow. Le soir suivant, Buffy et ses nouveaux amis repartent pour une soirée de beuverie mais Alex renvoie Buffy chez elle. Il découvre que le propriétaire du bar ajoute un composé magique à la Black Frost qui rend ses consommateurs idiots.
Le groupe d'étudiants se transforme alors en hommes préhistoriques qui sèment la panique dans les rues de Sunnydale. Buffy échappe à Alex et repart à la recherche de bière, elle aussi totalement stupide. Parker essaie de séduire Willow alors qu'elle lui reproche son attitude avec Buffy mais elle voit clair dans son jeu. Les hommes préhistoriques arrivent à ce moment et les assomment tous deux avant d'allumer accidentellement un incendie. Buffy, malgré son état, reconnaît Willow et la sauve des flammes, ainsi que Parker. Alors que celui-ci remercie Buffy de lui avoir sauvé la vie, elle l'assomme d'un coup de bâton.

## Statut particulier
Cet épisode, qui se veut une métaphore légère sur les risques liés à l'abus d'alcool, présente la douteuse réputation d'être l'un des moins réussis de toute la série, voire le pire comme l'affirment Nikki Stafford dans Bite Me, qui le qualifie de « ridicule », et Daniel Erenberg, de Slayage. La BBC s'afflige de ce « puritanisme américain » et du message tellement transparent qu'il en est « choquant de la part d'une série dont la force principale est une allégorie intelligente » ; les scènes entre Willow et Parker étant le seul point positif de l'épisode que note ses rédacteurs. Mikelangelo Marinaro, du site Critically Touched, lui donne la note de C, affirmant que l'intrigue, « pas mauvaise en théorie », pêche dans son exécution avec notamment « beaucoup trop de scènes impliquant les hommes des cavernes courant dans tous les sens en grognant » mais que « les interactions entre les personnages », surtout dans la première moitié de l'épisode, « sont parfaitement traités » ce qui lui donne « suffisamment de substance pour l'empêcher d'être totalement mauvais ». Noel Murray, du site The A.V. Club, explique que le but de l'épisode était de faire recevoir à la série de l'argent donné par l'Office of National Drug Control Policy pour les programmes mettant en garde la jeunesse contre l'alcool et la drogue mais que cette demande de subvention a été rejetée, Murray avançant avec humour que même les officiels du gouvernement avaient sans doute détesté cet épisode.
En dépit de ces critiques négatives, l'épisode a été nommé en 2000 à l'Emmy Award des meilleures coiffures pour une série.

## Distribution

### Acteurs et actrices crédités au générique
- Sarah Michelle Gellar : Buffy Summers
- Nicholas Brendon : Alexander Harris
- Alyson Hannigan : Willow Rosenberg
- Seth Green : Oz
- Anthony Stewart Head : Rupert Giles

### Acteurs et actrices crédités en début d'épisode
- Marc Blucas : Riley Finn
- Adam Kaufman: Parker Abrams
- Paige Moss : Veruca
- Eric Matheny : Colm
- Stephen M. Porter : Jack, le propriétaire du bar
- Lindsay Crouse : Maggie Walsh